# Erriyon Knighton
Erriyon Knighton (* 29. Januar 2004 in Tampa, Florida) ist ein US-amerikanischer Sprinter.

## Werdegang
Knighton besuchte die Hillsborough High School in Tampa und war an dieser zunächst als Wide Receiver Teil des Football-Teams. Auf Empfehlung seiner dortigen Coaches begann er 2019 mit der Leichtathletik. In seiner ersten Saison lief er 10,66 s über 100 Meter und als Sieger der 200 Meter bei den Junior Olympics der Amateur Athletic Union 21,15 s. 2020 verbesserte er sich als Sieger desselben Wettbewerbes auf 10,29 s bzw. 20,33 s. Mit der 200-Meter-Zeit stellte er einen US-amerikanischen Jugendrekord auf, schneller auf Weltebene in der U18 war zuvor alleine Usain Bolt 2004 in 20,13 s.
Zwei Wochen vor seinem siebzehnten Geburtstag unterschrieb Knighton im Januar 2021 einen Profivertrag bei Adidas, womit er auf seine zwei verbleibenden Jahre als High-School-Athlet verzichtete. Im Mai blieb er windunterstützt mit 9,99 s über 100 Meter erstmals unter 10 Sekunden und erzielte daraufhin bei den Adidas Boston Boost Games in 10,16 s eine reguläre Bestzeit, mit der er um nur eine Hundertstelsekunde an der U18-Weltbestzeit von Anthony Schwartz vorbeischrammte. Eine Woche später verbesserte er über 200 Meter in 20,11 s Bolts U18-Weltbestzeit. Diese Zeit steigerte er weiter bei den U.S. Olympic Trials Ende Juni, bei denen er in 20,04 s seinen Vorlauf und in 19,88 s seinen Halbfinallauf gewann. Mit seiner Halbfinalzeit brach er auch Usain Bolts U20-Weltrekord von 19,93 s aus dem Jahr 2004. Im Finale wurde er schließlich mit einer abermaligen Steigerung auf 19,84 s hinter Noah Lyles und Kenneth Bednarek Dritter und qualifizierte sich damit für die Olympischen Spiele in Tokio. Dort verpasste er im Finale mit 19,93 s als Vierter um nur 19 Hundertstel eine Medaille.
2022 lief Knighton am 16. April neue persönliche Bestleistung über 100 Meter in 10,04 s. Am 30. April verbesserte Knighton bei seinem ersten 200-Meter-Lauf des Jahres seinen eigenen U20-Weltrekord auf 19,49 s. Lediglich Usain Bolt, Yohan Blake und Michael Johnson waren zu diesem Zeitpunkt schneller.
Bei den Weltmeisterschaften 2022 in Eugene wurde Knighton Dritter über 200 Meter in einer Zeit von 19,80 s.

## Persönliche Bestzeiten
- 100 Meter: 10,04 s (−0,1 m/s), 16. Mai 2022 in Gainesville
- 200 Meter: 19,49 s (+1,4 m/s), 30. April 2022 in Baton Rouge (U20-Weltrekord)